# 韋抗
韋 抗（い こう、生年不詳 - 726年）は、唐代の官僚。本貫は京兆府万年県。

## 経歴
司農寺丞の韋暢（武陽県侯韋琨の子で、韋孝寛の子の韋津の孫）の子にあたる。弱冠にして明経に挙げられ、吏部郎中に累進し、清廉謹直で知られた。景雲2年（711年）、永昌県令となり、厳刑を用いずに政令は守られた。ほどなく右台御史中丞として召還されると、永昌県の民衆や官吏たちは宮殿を訪れて、韋抗の留任を求めたが許可されず、街道に石碑を建てて、その善政を紀念した。開元3年（715年）、韋抗は太子左庶子から益州長史として出向した。開元4年（716年）、入朝して黄門侍郎となった。
開元8年（720年）、黄河の褶曲部で北方民族の康待賓が反乱を起こすと、韋抗は勅命を受けて節を持ち慰撫にあたった。韋抗はもともと軍事的な計略を持たず、敵にあなどられていた。韋抗はぐずぐずして進もうとせず、馬から落ちて病と称し、反乱者のところまでたどり着くことなく帰還した。まもなく本官のまま鴻臚寺卿を検校し、王晙に代わって御史大夫となり、按察京畿を兼ねた。ときに韋抗の弟の韋拯が万年県令となり、兄弟そろって郷土を管轄したので、当時の人はこれを光栄とした。ほどなく韋抗は御史に不適任として、安州都督に出され、蒲州刺史に転じた。開元11年（723年）、入朝して大理寺卿となり、この年のうちに陸象先に代わって刑部尚書となった。開元13年（725年）、さらに吏部選事を分掌した。開元14年（726年）、死去した。太子少傅の位を追贈された。諡は貞といった。

## 伝記資料
- 『旧唐書』巻92 列伝第42
- 『新唐書』巻122 列伝第47